# Пешехонов, Александр Анатольевич
Александр Анатольевич Пешехонов  (род. 13 марта 1979, Мелеуз, Башкирская АССР) — российский скалолаз. Мастер спорта России международного класса (2001) по скалолазанию. Выдающийся спортсмен РБ (2002).

## Биография
Пешехонов Александр Анатольевич родился 13 марта 1979 года в г. Мелеуз Башкирской АССР.
В 2005 году окончил Башкирский институт физической культуры.
Тренировался в ДЮСШ в г. Мелеузе у тренера А. А. Кулагина.
С 2001 года входил в состав сборной команды России по скалолазанию. 

## Достижения
- Кубок мира (2002);
- Победитель этапов Кубков мира (5-кратный, 2001—2005);
- Чемпион Европы (2004) и России (2001);
- Бронзовый призёр чемпионата мира (2003);
- Победитель Всемирных игр по неолимпийским видам спорта (2005);
- Серебряный (2003) призёр Кубков мира в общем зачёте;
- Бронзовый призёр  (2001, 2004, 2006)  Кубков мира в общем зачёте;
- Чемпион мира (1998) среди юниоров.

## Награды
- Орден Салавата Юлаева (2006).